# Виборчий округ 159
Виборчий округ 159 — виборчий округ в Сумській області. В сучасному вигляді був утворений 28 квітня 2012 постановою ЦВК №82 (до цього моменту існувала інша система виборчих округів). Окружна виборча комісія цього округу розташовується в Глухівському міському центрі позашкільної освіти за адресою м. Глухів, вул. Путивльська, 1.
До складу округу входять місто Глухів, а також Глухівський, Путивльський, Середино-Будський, Ямпільський райони, частини Кролевецького (місто Кролевець і все що на схід від нього), Конотопського (територія на північний схід від міста Конотоп) і Шосткинського (окрім території на південний захід від міста Шостка) районів. Виборчий округ 159 межує з округом 158 на південному сході, з округом 161 на півдні, з округом 160 на південному заході, з округом 207 на північному заході та обмежений державним кордоном з Росією на півночі, на північному сході і на сході. Виборчий округ №159 складається з виборчих дільниць під номерами 590135-590139, 590141-590171, 590176-590177, 590181-590183, 590185, 590188, 590190-590192, 590196-590198, 590210, 590213, 590260-590274, 590276-590278, 590280, 590282-590284, 590287-590288, 590291, 590295-590299, 590432-590470, 590544-590559, 590561-590579, 590581, 590679-590688, 590694-590699 та 590704-590751.

## Народні депутати від округу
| Ім'я                     | Фото | Партія          | Скликання | Дата набуття повноважень | Дата припинення повноважень |
| ------------------------ | ---- | --------------- | --------- | ------------------------ | --------------------------- |
| Деркач Андрій Леонідович |      | Партія регіонів | 7-ме      | 12 грудня 2012           | 27 листопада 2014           |
| Деркач Андрій Леонідович |      | самовисуванець  | 8-ме      | 27 листопада 2014        | 29 серпня 2019              |
| Деркач Андрій Леонідович |      | самовисуванець  | 9-те      | 29 серпня 2019           | 13 січня 2023               |

## Результати виборів

### Парламентські

#### 2019
Кандидати-мажоритарники:
- Деркач Андрій Леонідович (самовисування)
- Шевченко Дмитро Станіславович (1977 р.н.) (Слуга народу)
- Терещенко Мішель (Самопоміч)
- Зеленський Володимир Сергійович (самовисування)
- Артеменко Надія Михайлівна (Європейська Солідарність)
- Товстуха Костянтин Олександрович (самовисування)
- Маринченко Ігор Олексійович (Аграрна партія України)
- Андрух Віталій Васильович (самовисування)
- Шевченко Дмитро Станіславович (1985 р.н.) (самовисування)
- Мощенко Євген Вікторович (Радикальна партія)
- Божок Андрій Вікторович (самовисування)
- Анчин Олег Валерійович (самовисування)
- Козлов Роман Євгенович (УДАР)
- Амирханян Артур Мукучевич (самовисування)
- Бушнєв Юрій Сергійович (самовисування)

#### 2014
Кандидати-мажоритарники:
- Деркач Андрій Леонідович (самовисування)
- Лисенко Віктор Іванович (Батьківщина)
- Подолін Михайло Володимирович (Свобода)
- Палагин Ігор Миколайович (самовисування)
- Козлов Роман Євгенович (самовисування)
- Московченко Віктор Васильович (Комуністична партія України)
- Луцишин Світлана Антонівна (самовисування)
- Ляшко Дмитро Петрович (самовисування)
- Калій Ірина Миколаївна (самовисування)
- Любивий Володимир Анатолійович (самовисування)
- Бескоровайний Олександр Анатолійович (самовисування)
- Лисенко Сергій Володимирович (самовисування)
- Непочатов Олександр Миколайович (Радикальна партія)
- Нагорний Сергій Павлович (Сильна Україна)
- Палагін Олександр Юрійович (самовисування)
- Кудінов Сергій Олександрович (самовисування)

#### 2012
Кандидати-мажоритарники:
- Деркач Андрій Леонідович (Партія регіонів)
- Семеніхін Артем Юрійович (Свобода)
- Московченко Віктор Васильович (Комуністична партія України)
- Кубраков Сергій Володимирович (самовисування)
- Шульга Микола Іванович (Соціалістична партія України)
- Любивий Володимир Анатолійович (самовисування)
- Кравченко Світлана Анатоліївна (самовисування)
- Доля Олексій Васильович (Народна партія)
- Петрук Ольга Андріївна (самовисування)

## Явка
Явка виборців на окрузі: